# 李祐 (慶之)
李 祐（り ゆう、生年不詳 - 829年）は、唐代の軍人。字は慶之。

## 経歴
はじめ蔡州牙将となり、淮西の呉元済に仕えた。強く勇敢で戦いを得意とした。官軍が呉元済を討つと、李祐は行営将となり、官軍に果敢に抵抗した。元和12年（817年）、唐随鄧節度使の李愬に捕らえられた。李愬は李祐が大胆で知略のあることを知り、その死を赦して厚遇した。李愬と李祐は寝食をともにして、天幕の中で秘密の会話を交わし、明け方になるまで眠りにつかなかった。軍中には以前に李祐に殺傷された者が多かったため、みな李祐を殺さないことを恨んでいた。李愬は兵士の感情を抑えきれないとみると、やむなく李祐を長安に送り、一命を赦すよう上表した。憲宗は特別に寛恕し、李祐の身柄を李愬に預からせた。李愬は喜んで、3000の精兵を李祐に与えた。李祐は蔡州を攻め落とし、呉元済を捕らえた。功績により左神武軍将軍に任じられた。左金吾衛将軍・検校左散騎常侍・夏州刺史・御史大夫・夏綏銀宥節度使に転じた。長慶4年（824年）、李祐は烏延城・宥州城・臨塞城・陰河城・陶子城などの城を蘆子関の北に築いた。
宝暦元年（825年）、李祐は入朝して左金吾衛大将軍となった。宝暦2年（826年）、吐蕃の侵入があると、李祐は涇州刺史・涇原節度使として出向した。大和元年（827年）、李同捷の反乱を討った。大和2年（828年）、検校戸部尚書・滄州刺史・横海軍節度使となった。大和3年（829年）4月、徳州を攻め落とし、李同捷を降した。5月、李祐は滄州に入った。丙申、死去した。尚書右僕射の位を追贈された。

## 伝記資料
- 『旧唐書』巻161 列伝第111
- 『新唐書』巻214 列伝第139